# کیدون (موساد)
کیدون (سرنیزه) عنوان هسته ویژه‌ای در سازمان جاسوسی اسراییل موساد است که به اجرای عملیات ترور در خارج از مرزهای اسرائیل متهم شده‌است.